# بیون هی بونگ
بیون هی بونگ (انگلیسی: Byun Hee-bong؛ زادهٔ ۸ ژوئن ۱۹۴۲) یک هنرپیشه اهل کره جنوبی است.
از فیلم‌ها یا برنامه‌های تلویزیونی که وی در آن نقش داشته‌است می‌توان به خاطرات قتل، میزبان اشاره کرد.